# 森駿太
森 駿太（もり しゅんた、2001年9月25日 - ）は、日本出身のラグビーユニオン選手。2025年現在ジャパンラグビーリーグワンに参戦する浦安D-Rocksに所属している。

## プロフィール
- 福岡県出身[1]。
- ポジションはスタンドオフ(SO)、センター(CTB)。
- 身長 172 cm、体重 85 kg
- 愛称はしゅんた。

## 来歴
2020年、東福岡高校卒業後、立命館大学に入る。なお東福岡高校時代、高校日本代表候補に選ばれたことがある。
2024年、アーリーエントリーで浦安D-Rocksに加入。同年6月、ベルファストラグビーフットボールクラブに留学。